# Torrecilla de los Ángeles
Torrecilla de los Ángeles (extremadurai nyelven Torrezilla delos Ángilis) település Spanyolországban, Cáceres tartományban. Torrecilla de los Ángeles Hernán-Pérez, Pinofranqueado, Santa Cruz de Paniagua és Villanueva de la Sierra községekkel határos. Lakosainak száma 640 fő (2024).

## Népesség
A település népessége az elmúlt években az alábbi módon változott:
| Lakosok száma | 757  | 723  | 708  | 687  | 656  | 645  | 640  | 624  | 648  | 640  |
|               | 2001 | 2004 | 2006 | 2009 | 2011 | 2014 | 2016 | 2019 | 2021 | 2024 |